# Березовий гай (ландшафтний заказник, Житомирська область)
Бере́зовий гай — ландшафтний заказник місцевого значення в Україні. Розташований у межах Радомишльського району Житомирської області, на північний схід від села Гута-Потіївка. 
Площа 234 га. Статус присвоєно згідно з рішенням 21 сесії обласної ради V скликання від 09.09.2009 року № 883. Перебуває у віданні ДП «Радомишльське ЛМГ» (Потіївське лісництво, квартали 1—6). 
Статус присвоєно для збереження частини лісового масиву з цінними насадженнями сосни, у домішку дуб, береза.